# Веркашанский, Сергей Сергеевич
Сергей Сергеевич Веркашанский (6 сентября 1989, Краснодар, СССР) — российский футболист, нападающий.

## Биография
Начал заниматься футболом в СДЮСШОР-5 в Краснодаре. Оттуда перешёл в московский «Локомотив», в молодёжном составе которого провёл полтора года. После ухода из «Локомотива» некоторое время тренировался с дублем «Кубани». Затем подписал контракт с «Торпедо» (Армавир), в котором провёл четыре года и отыграл более 100 матчей, забив 48 голов. Сезон 2013/14 начинал в составе новороссийского «Черноморца», где был одним из лидеров клуба, забив 19 голов в 22 матчах. Однако в ходе зимнего перерыва игрок перешёл в астраханский «Волгарь». По итогам сезона стал лучшим бомбардиром зоны «Юг» и добился с клубом перехода в ФНЛ.
21 августа 2016 года в матче 9-го тура «Волгарь» — «Нефтехимик» (3:0) стал автором самого быстрого гола в истории ФНЛ, поразив ворота соперника на 14-й секунде встречи.

## Достижения
«Волгарь»
- Победитель первенства ПФЛ (зона «Юг»): 2013/2014
- Лучший бомбардир зоны ПФЛ «Юг»: 2013/2014 (22 гола)